# Pediodectes
Pediodectes is een geslacht van rechtvleugeligen uit de familie sabelsprinkhanen (Tettigoniidae). De wetenschappelijke naam van dit geslacht is voor het eerst geldig gepubliceerd in 1916 door Rehn & Hebard.

## Soorten
Het geslacht Pediodectes omvat de volgende soorten:
- Pediodectes bruneri Caudell, 1907
- Pediodectes daedelus Rehn & Hebard, 1920
- Pediodectes grandis Rehn, 1904
- Pediodectes haldemanii Girard, 1854
- Pediodectes mitchelli Caudell, 1911
- Pediodectes nigromarginatus Caudell, 1902
- Pediodectes pratti Caudell, 1911
- Pediodectes stevensoni Thomas, 1870
- Pediodectes tinkhami Hebard, 1934